# Document type declaration
Объявление типа документа, или DOCTYPE, представляет собой инструкцию, которая связывает конкретный документ XML или SGML (например, веб-страницу) с определением типа документа (DTD) (например, формальное определение конкретной версии HTML 2.0 — 4.0). В форме serialized документа он проявляется как короткая строка разметки, которая соответствует определенному синтаксису.
HTML-движок макета в современных веб-браузерах выполняют «обнюхивание» или «переключение» DOCTYPE, при этом DOCTYPE в документе служит text/html определяет режим макета, например «причудливый режим» или «стандартный режим». Сериализация text/html HTML5, не основанная на SGML, использует DOCTYPE только для выбора режима. Поскольку веб-браузеры реализованы с помощью специальных анализаторов HTML, а не анализаторов общего назначения на основе DTD, они не используют DTD и никогда не обращаются к ним, даже если предоставляется URL-адрес. DOCTYPE сохраняется в HTML5 как «в основном бесполезный, но необходимый» заголовок только для запуска «стандартного режима» в обычных браузерах.
<r